# Bravely Default
Bravely Default (ブレイブリーデフォルト), sous-titré Flying Fairy (フライングフェアリー) au Japon, est un jeu vidéo de rôle développé par Silicon Studio et édité par Square Enix sur Nintendo 3DS le 11 octobre 2012 au Japon.
Une version comportant de nombreux ajouts, sous-titrée For the Sequel (フォーザ・シークウェル), sort le 5 décembre 2013. Cette dernière est distribuée dans le reste du monde.
Une suite intitulée Bravely Second: End Layer est sorti en février 2016 sur Nintendo 3DS. Une autre suite, intitulée Bravely Default II, est sortie Nintendo Switch en février 2021.
Un remaster est sorti le 5 juin 2025 sur la console Nintendo Switch 2 et contient des améliorations graphiques ainsi que des nouveaux mini-jeux.

## Trame

### Histoire
Tiz Arrior est le seul survivant de la destruction de son village, Norende, dont il ne reste qu'un gouffre béant. Peu après sa destruction, il retourne sur les lieux et rencontre Agnès Oblige, la Vestale du cristal du Vent qui a laissé son temple à la suite de la demande de son roi, et de l'engloutissement du cristal sur lequel elle veillait par les ténèbres, de plus, les chevaliers célestes la poursuivent, et semblent la vouloir à tout prix, quitte à la tuer si besoin. Tiz apprend que les ténèbres qui ont englouti le cristal sont apparues en même temps que le Gouffre, et que depuis, le vent ne souffle plus, l'eau croupit même dans les océans et un volcan est entré en éruption. La même chose est donc sûrement arrivée aux autres cristaux.
Tiz décide d'aider Agnès à retourner à son temple afin de purifier le cristal et ainsi sauver le monde de la destruction. C'est Airy, une fée Cristalline qui accompagne Agnès, qui leur fait cette révélation : seul le réveil des quatre cristaux peut faire disparaître le Gouffre. Il compte aussi reconstruire son village afin de le faire revivre. Les personnages vont ensuite s'enquérir de l'état des autres cristaux.

## Personnages

### Personnages principaux
- Agnès Oblige (voix japonaise : Ami Koshimizu , voix anglaise : Erin Fitzgerald) : Servante et Vestale du cristal du Vent, elle parcourt le monde de Luxendarc pour réveiller les cristaux, celui du vent, de l'eau, du feu, et de la terre. Pieuse et élevée dans les rites du cristallisme, purifiée par les rites des vestales, elle voue son existence à la protection de la lumière des cristaux pour protéger le monde. Après que les ténèbres aient englouti son cristal, le Gouffre est apparu à Norende, et elle fut envoyée là-bas pour enquêter. C'est à ce moment qu'elle rencontra Tiz. Elle a 20 ans dans la version française, 17 dans la version japonaise.
- Tiz Arrior (voix japonaise : Mitsuki Saiga ; Voix anglaise : Bryce Papenbrook) : Seul survivant du mystérieux tremblement de terre qui a rasé le village de Norende. Il est un jeune garçon plein de courage mais marqué par la disparition de son petit frère Til, lors de l'apparition du Gouffre, à qui il tenait la main au-dessus du vide, mais qu'il n'a pu sauver. C'est en revenant sur les lieux qu'il rencontre Agnès, la Vestale du Vent. Il a 19 ans dans la version française, 16 dans la version japonaise[2].
- Ringabel (voix japonaise : Ryōta Takeuchi ; voix anglaise : Spike Spencer) : Aventurier amnésique, coureur de jupon extraverti, Ringabel garde précieusement un mystérieux livre, le "Journal de D" (cette lettre orne d'ailleurs la couverture du fameux livre), contenant le récit de leurs aventures futures… Il rencontrera Tiz et Agnès à Cadisla, et se joindra à eux afin d'avoir une chance de revoir Edea, dont le visage lui est familier malgré son amnésie. Il a 23 ans dans la version française et 18 dans la version japonaise.
- Edea Lee (voix japonaise : Mai Aizawa ; voix anglaise : Cassandra Morris) : Fille unique du maréchal d'Eternia, elle fait partie des Chevaliers Célestes. Élevée dans la doctrine anticristalliste, elle claque la porte après s'être aperçue que l'armée Eternienne n'est pas du tout l'armée juste dont elle avait l'image, mais une armée sans scrupule qui s'attaque aux innocents. Obstinée et inflexible, un peu tête brûlée et manichéenne, elle fera tourner la tête de Ringabel. Elle rejoindra Tiz, Agnès et Ringabel en trahissant l'armée de son père, qui ne correspond plus à sa vision aiguë de la justice. Elle a 18 ans dans la version française et 15 ans dans la version japonaise.
- Airy (voix japonaise : Makoto Tsumura ; voix anglaise : Stephanie Sheh) : Une cristalline (sorte de fée) qui va guider le groupe d’aventuriers tout au long de l’histoire dans leur quête pour refermer le Gouffre. Sa connaissance des cristaux semble infinie et sa volonté inébranlable.

### Personnages secondaires
- Holly Whyte : Magicienne Blanche sadique et servant parmi les Chevaliers Célestes, Holly Whyte ne se presse jamais pour soigner ses coéquipiers.
- Barras : Moine se battant à mains nues, il travaille aux côtés d'Holly Whyte et n'aime que la force brute.
- Ominas Crue : Mage Noir et supérieur d'Edea au début de l'aventure, il se comporte de façon intolérable avec ses troupes et souffre de bégaiement.
- Braev Lee : Templier et père d'Edea, il est le maréchal d'Eternia. Il prône l'anticristallisme et cherche à s'emparer des cristaux, en les retirant des mains des Vestales, qu'ils désignent pour responsables des malheurs qui pèsent sur Luxendarc.
- Kamiizumi : Maître des Lames et maître d'arme d'Edea, il est l'ami de Braev Lee et l'un de ses généraux fidèles, servant dans la légion des Lames Noires.

## Système de jeu

### Personnalisation de l'équipe
L'équipe est composée le plus généralement de 4 membres, dont l'équipement et la progression sont entièrement personnalisables . Il existe en effet 23 Jobs dans ce jeu, qui se débloquent au fur et à mesure que le joueur avance dans le jeu, en récupérant des astérisques, détenus par les ennemis. Chaque job est associé à un niveau de compétence par arme ou armure, ce niveau variant de E à S, et caractérisant l'efficacité d'une arme ou d'une armure pour chaque job. Chaque job possède également un indicateur de montée de niveau pour chaque caractéristique des personnages, qui varie aussi de E à S, et qui rend compte de la progression des caractéristiques des personnages lorsqu'ils montent de niveau. Les personnages peuvent utiliser les capacités d'un job en plus de celui qu'ils ont équipé. Il est possible de changer de job à tout instant hors combat avec le menu principal. Les différents jobs disponibles sont :
- Free-lancer : Classe de départ. Polyvalente.
- Moine : Très offensif. Utilise ses poings. Obtenu à la fin du combat contre Barras.
- Mage Blanc : Permet d'utiliser des magies de soin. Obtenu à la fin du combat contre Holly White.
- Mage Noir : Permet d'utiliser des magies offensives. Obtenu contre Ominas Crue.
- Chevalier : Défensif. Peut protéger ses alliés. Obtenu contre Heinkel.
- Voleur : Rapide. Peut voler des objets aux adversaires Obtenu à la fin du combat contre le Chacal.
- Marchand : Augmente les gains d'argent en combat. Peut dépenser de l'argent pour accroître ses dégâts. Obtenu contre Erutus Profiteur.
- Lamesort : Permet d'enchanter des armes et de leur conférer des dégâts élémentaires. Obtenu à la fin du combat contre Khint.
- Chronomage : Permet d'utiliser la magie temporelle. Obtenu contre Khamer VIII.
- Rôdeur : Offensif. Peut infliger des dégâts supplémentaires à certains types d'ennemis. Obtenu à la fin du combat contre Artémia.
- Invocateur : Permet d'invoquer des créatures puissantes qui infligent des dégâts aux adversaires. Obtenu à la fin du combat contre Méphilia.
- Valkyrie : Offensif. Utilise ses capacités acrobatiques pour attaquer plusieurs ennemis à la fois. Obtenu à la fin du combat contre Einheria.
- Mage Rouge : Peut utiliser magies noires et blanches, mais ne peut pas utiliser les sorts les plus puissants de ces 2 jobs. Obtenu contre Fiore de Rosa.
- Maître des Potions : Peut combiner des objets. Possède des bonus à l'utilisation d'objets. Obtenu à la fin du combat contre Qada.
- Artiste : Soutien. Peut accroître les caractéristiques de ses alliés. Obtenu à la fin du combat contre Praline A La Mode.
- Pirate : Offensif . Accroît ses dégâts en diminuant sa défense. Obtenu à la fin du combat contre Capitaine Barbarossa.
- Ninja : Rapide. Peut esquiver les coups. Obtenu à la fin du combat contre Kikyo.
- Maître des Lames : Défensif. Peut contrer les assauts ennemis. Obtenu à la fin du combat contre Kamiizumi.
- Arcaniste : Spécialiste de la magie noire, et plus particulièrement des altérations d'état. Obtenu à la fin du combat contre Victoria.
- Maître des Esprits : Spécialiste de la magie blanche. Peut renforcer la résistance aux dégâts élémentaires de ses alliés. Obtenu à la fin du combat contre Victor.
- Templier : Spécialiste de la défense. Renforce les coups critiques. Obtenu à la fin du combat contre Braev Lee.
- Vampire : Polyvalent. Peut apprendre les capacités de certains monstres qu'il a mordus. Obtenu à la fin du combat contre DeRosso
- Chevalier Noir : Offensif. Sacrifie ses points de vie pour effectuer de puissantes attaques. Obtenu contre Alternis Dim.
- Illusioniste : Permet d'utiliser les magies d'invocation. Accroît les MP d'un personnage et leur régénération. Obtenu à la fin du combat contre le sage de Yulyana.

Chaque job possède une jauge d'expérience et peut être amélioré jusqu'au niveau 14. Chaque montée de niveau d'un job peut offrir au joueur de nouvelles capacités ou des améliorations pour son personnage. Il est recommandé par le jeu de créer des synergies dans l'utilisation de ces jobs.

### Village de Norende
Le village natal du personnage principal, Norende, a été détruit par un cataclysme au début du jeu. Tiz, et donc le joueur, est chargé de sa reconstruction. Le joueur dispose de travailleurs dans son village, dont le nombre augmente à chaque rencontre avec un autre joueur via StreetPass, ou grâce à des rencontres en ligne (une fois par jour). Le joueur peut affecter ces travailleurs à la reconstruction de différentes boutiques dans le village, ces reconstructions nécessitant un certain temps total, en fonction du niveau de la boutique notamment. Le temps de reconstruction de chaque boutique est divisé par le nombre de travailleurs affectés à la reconstruction de la boutique en question. Le joueur doit de faire choisir entre deux techniques, mettre peu de travailleurs, mais sur de nombreuses boutiques, qui seront prêtes après un temps assez long, mais toutes en même temps, ou bien choisir de mettre un grand nombre de travailleurs sur une seule boutique pour la terminer au plus vite, mais en laissant de fait les autres de côtés. Cette reconstruction se déroule alors en parallèle de l'utilisation du jeu par le joueur, qui sera prévenu par des notifications à la fin de chaque reconstruction. Ces reconstructions progressent également lorsque la console est en veille, et permettent de débloquer coup spéciaux, équipements à la vente en boutique, costumes spéciaux, améliorations de coups spéciaux, etc.

### Combat
Bravely Default utilise un gameplay au tour-par-tour lors des phases de combat qui rappelle les premiers Final Fantasy. Lors de ces combats, le joueur peut utiliser des actions classiques comme attaquer directement un adversaire, ou bien utiliser des magies, ou alors des actions spéciales comme Brave ou bien Default. En utilisant une fois Brave, le joueur peut faire une attaque supplémentaire lors d'un tour, mais, lors de son tour suivant, il ne pourra pas attaquer. Si le joueur utilise trois fois Brave, il pourra faire trois attaques supplémentaires lors de son tour, mais il ne pourra rien faire lors de ses trois tours suivants. En utilisant Default, le joueur n'attaque pas lors de son tour mais gagne 1 PB (Points Brave) qui lui permettra de faire une attaque supplémentaire lors d'un prochain tour. Tout ce système est représenté par des Brave Points, ou BP qui varient de -3 à +4 et sont associés à chaque personnage jouable de l'équipe. Ces BP indiquent le nombre total d'actions que chaque personnage peut effectuer au maximum en un tour de jeu, en notant que le personnage ne pourra pas agir si son nombre de BP est négatif.
Le joueur dispose également de coups spéciaux, spécifiques à chaque type d'arme que peuvent porter les personnages jouables. Ces coups spéciaux et leurs améliorations sont déblocables en rénovant le village de Norende, ou plus précisément certaines boutiques en son sein. Pour pouvoir les utiliser, le joueur doit effectuer certaines actions en combat, comme effectuer 10 attaques Brave pour utiliser le coup spécial de niveau 1 de l'épée. En utilisant un menu dédié dans les options du jeu, le joueur peut attribuer des dégâts élémentaires, des dégâts améliorés contre certains types d'ennemis, des augmentations de dégât de l'attaque, et enfin permettre à ces coup spéciaux d'infliger des altérations d'état à ses adversaires. Le texte prononcé par le personnage pendant le coup spécial est également personnalisable. Chaque personnage dispose d'un thème musical associé à l'utilisation d'un coup spécial. Tant que ce thème est joué par la console, l'équipe entière dispose d'une amélioration temporaire des caractéristiques, comme +400% de chances de coup critiques pendant l'utilisation du coup spécial de niveau 2 du Katana. Il est également possible de cumuler les améliorations temporaires en utilisant à la suite plusieurs coups spéciaux par des personnages différents, avant que les thèmes musicaux ne prennent fin.
Le joueur peut également enregistrer les caractéristiques d'une attaque qu'il effectue, et la transmettre à d'autres joueurs via le Street Pass de la Nintendo 3DS. Le joueur qui reçoit ces caractéristiques peut alors invoquer le personnage du joueur qu'il a rencontré pour qu'il effectue l'attaque dont il vient de recevoir les caractéristiques.
Enfin, le joueur peut à tout moment utiliser la touche start de sa console pour activer la capacité spéciale Bravely Second des personnages. À ce moment-là, le temps s'arrête sur le terrain de jeu, et le personnage peut attaquer en tout impunité. Cette capacité utilise un Sleep Point ou SP au passage, et peut être activée plusieurs fois à la suite en utilisant la commande Brave. Pendant l'activation de Bravely Second, la barrière maximale des 9999 points de dégâts qu'il est possible d'infliger à un adversaire en un coup est également levée. Les SP se rechargent après utilisation au rythme de 1 SP toutes les 8 heures pendant lesquelles la console est en mode veille, ou en utilisant une boisson spéciale achetable par des micro-transactions. Le joueur peut stocker avec lui 3 SP au maximal, ce qui correspond à 4 actions au maximal en Bravely Second.
Il est également possible de changer la vitesse de déroulement des combats à tout instant avec les touches de la croix directionnelle, et de contrôler le taux d'apparition de combats aléatoires sur la carte à tout instant hors combat, ce taux pouvant varier de 0% à 200% (pour se balader ou pour enchaîner les combats).

### Quêtes et progression dans le jeu
Le jeu contient également des quêtes principales (signalées par un point d'exclamation dans une vignette orange sur la carte) et des quêtes secondaires (signalées par un point d'exclamation dans une vignette bleue sur la carte). S'il est nécessaire d'effectuer les quêtes principales pour progresser dans le jeu, les quêtes secondaires peuvent permettre au joueur d'accéder à des jobs optionnels ou à des invocations supplémentaires.

## Développement
Le jeu a été annoncé par Square Enix lors du Tokyo Game Show 2011. À l'origine, le jeu devait être un action-RPG, mais le système de jeu a finalement été changé pour revenir au combat au tour-par-tour. Après avoir connu plusieurs versions démo, le jeu est sorti le 11 octobre 2012 au Japon,.
L'arrivée du jeu en Occident est annoncée officiellement lors d'un Nintendo Direct en avril 2013. Cette édition internationale du jeu, sortant plus d'un an après la version japonaise, profite de toutes les nouveautés présentes dans l'édition japonaise nommée Bravely Default: For The Sequel, une édition contenant plus de 100 améliorations par rapport au jeu de base, et qui est sortie le 5 décembre 2013 au Japon.
Le 4 décembre 2013, une suite nommée Bravely Second a été annoncée, toujours sur Nintendo 3DS. Le jeu est sorti le 23 avril 2015 au Japon, et en Février 2016 en Europe sous le nom de Bravely Second : End Layer.

## Accueil
Lors de la première semaine de commercialisation au Japon, le jeu s'est écoulé à plus de 140 000 exemplaires. En juillet 2014, le jeu dépasse le million d'exemplaires écoulés, dont 400 000 au Japon.